# Zemen
Zemen (în bulgară Земен) este un oraș în partea de vest a Bulgariei, pe Struma. Aparține de  Obștina Zemen, Regiunea Pernik.

## Demografie
Componența etnică a orașului Zemen
     Bulgari (97%)
     Nicio identificare (2,99%)
     Altele (0%)
La recensământul din 2011, populația orașului Zemen era de 1.668 locuitori. Din punct de vedere etnic, majoritatea locuitorilor (97,0%) erau bulgari. Pentru 2,99% din locuitori nu este cunoscută apartenența etnică.

## Monumente
- Mănăstirea Zemen⁠(en)[traduceți], sec. al XI-lea